# Collix flavipuncta
Collix flavipuncta är en fjärilsart som beskrevs av W. Warren 1901. Collix flavipuncta ingår i släktet Collix och familjen mätare. Inga underarter finns listade i Catalogue of Life.